# Ciclo de Marte

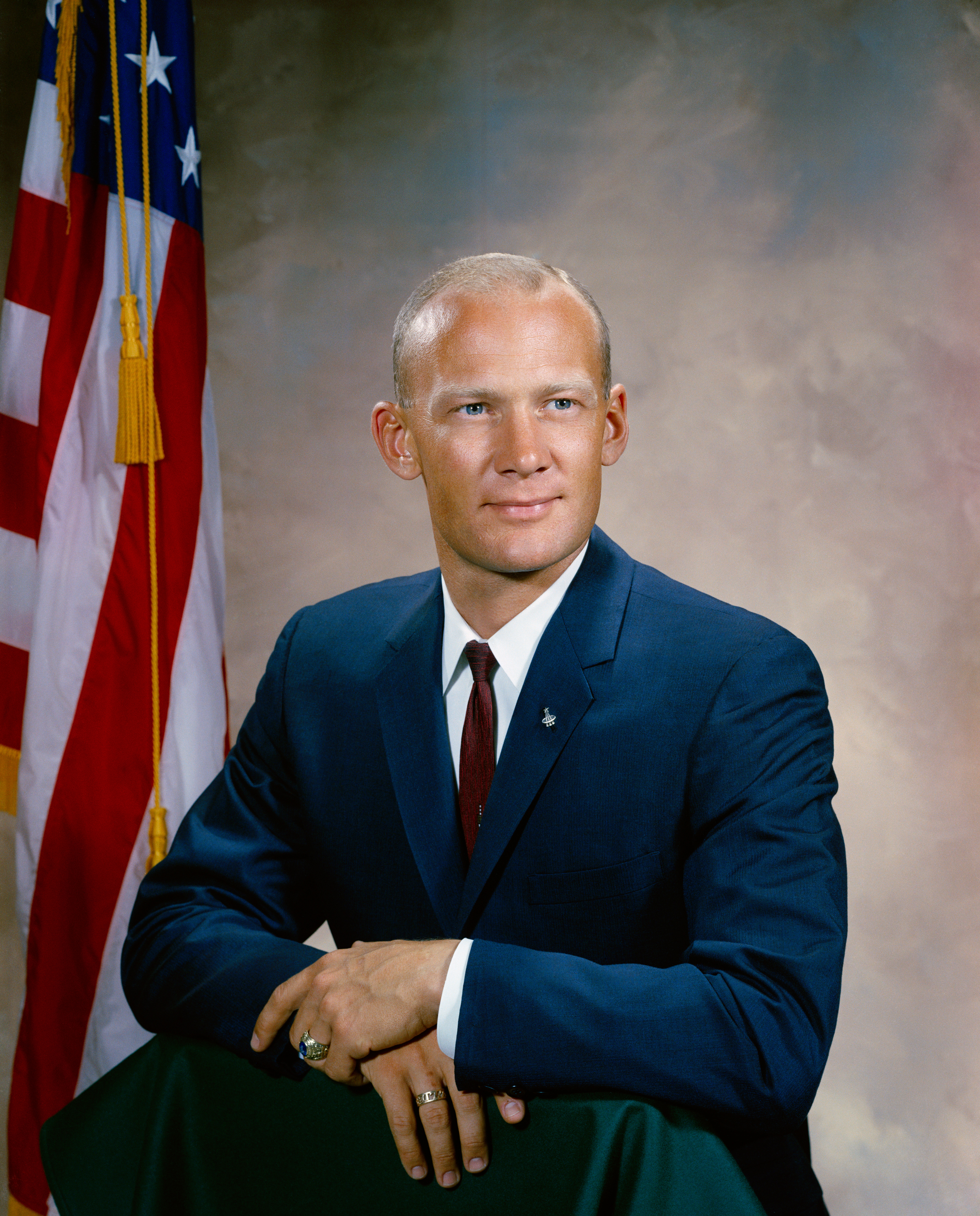
Buzz Aldrin, descubridor del ciclo de Aldrin.

Un ciclo de Marte (o ciclo Tierra-Marte) es un tipo de trayectoria para nave espacial en la que ésta se encuentra con la Tierra y Marte regularmente. El término ciclador de Marte también puede referirse a una nave espacial en la trayectoria de un ciclo de Marte. El ciclo de Marte es un ejemplo de ciclo de Aldrin.
Las naves espaciales orbitando en un ciclo de Aldrin son potencialmente útiles para transportar personas o materiales entre esos cuerpos utilizando un mínimo de propulsor (dependiendo de los maniobras de asistencia gravitatoria para la mayoría de los cambios de trayectoria) y pueden llevar un fuerte blindaje contra la radiación para proteger a las personas en tránsito de los rayos cósmicos y las tormentas solares .

## Ciclo Tierra-Marte
Un ciclo es una trayectoria que se encuentra con dos o más cuerpos regularmente. Una vez que se establece la órbita, no se requiere propulsión para desplazarse entre los dos, aunque pueden ser necesarias algunas correcciones menores debido a pequeñas perturbaciones en la órbita. El uso de ciclos fue considerado en 1969 por Walter M. Hollister, quien examinó el caso de un ciclo Tierra-Venus. Hollister no tenía ninguna misión en particular en mente, pero planteó su uso tanto para la comunicación regular entre dos planetas como para misiones de sobrevuelo de varios planetas.
Un año marciano son 1,8808 años terrestres, por lo que Marte hace ocho órbitas alrededor del Sol aproximadamente en el mismo tiempo que la Tierra hace 15. Las trayectorias de Ciclo entre la Tierra y Marte ocurren en múltiplos de números enteros del período sinódico entre los dos planetas, lo que es  aproximadamente 2.135 años terrestres. En 1985, Buzz Aldrin presentó una extensión de su trabajo anterior sobre el ciclador lunar que identificaba un ciclador de Marte correspondiente a un solo período sinódico. El ciclador de Aldrin (como se le conoce ahora) hace un solo bucle excéntrico alrededor del Sol. Viaja de la Tierra a Marte en 146 días (4,8 meses), pasa los siguientes 16 meses más allá de la órbita de Marte y tarda otros 146 días en ir desde la órbita de Marte hasta el primer cruce de la órbita de la Tierra.